# نسيج هيروغليفي

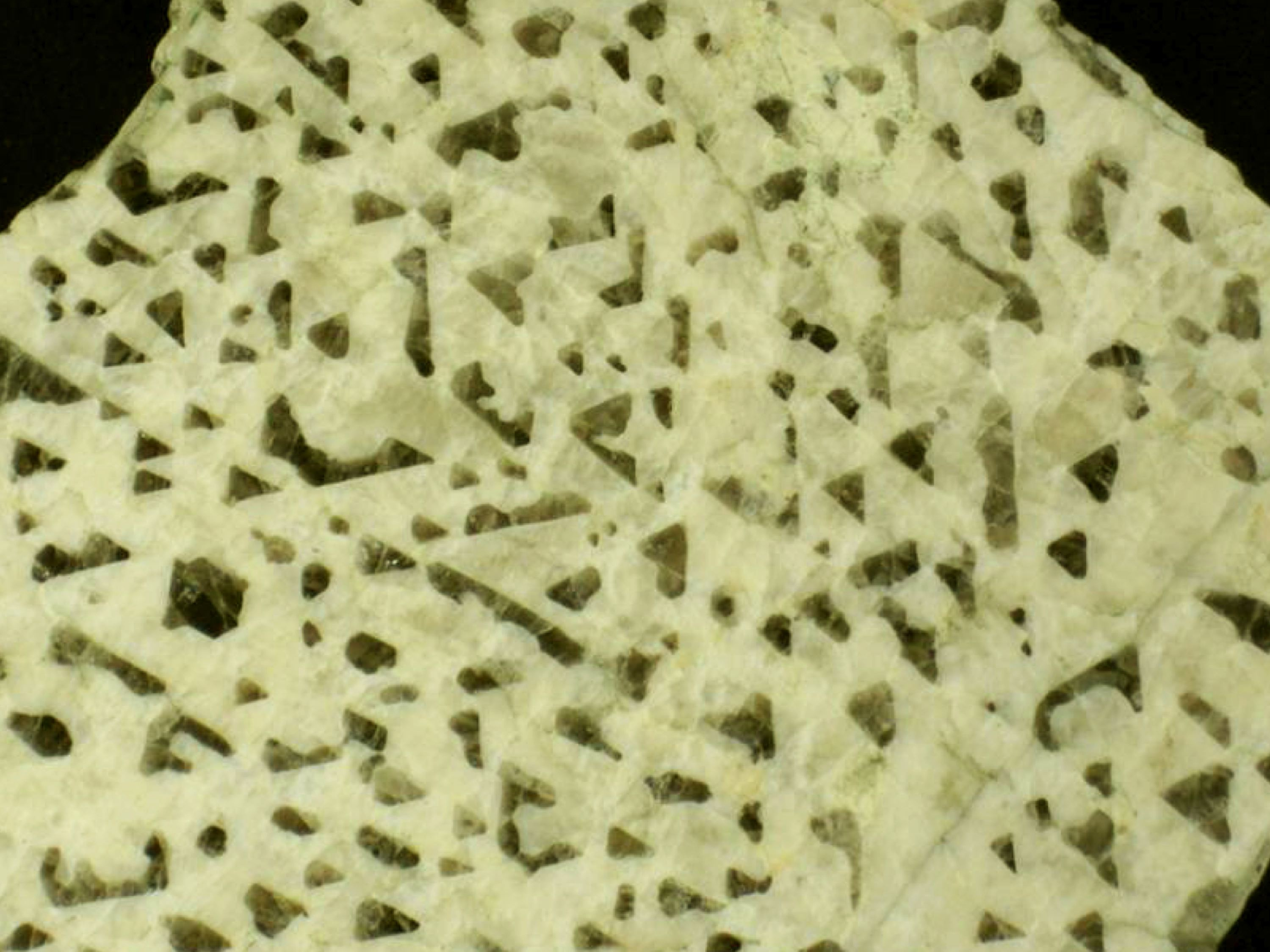

النسيج الهيروغليفي (بالإنجليزية: Graphic texture)‏، هو نمو مشترك بين الكوارتز والأورثوكلاز أو الميكروكلين ويوجد في أحجام مجهرية أو كبيرة تظهر بوضوح في العينات اليدوية. ويُميز هذا النسيج بصفة خاصة الصخور التي تنشأ في المراحل النهائية في التداخلات المافية الطباقية ويسمى الصخر الجرانيتي الذي يسود فيه هذا النسيج جرانوفير.